# Birth (KAT-TUN)
Birth è un brano musicale della boy band giapponese KAT-TUN, estratto come quinto singolo dall'album Chain. È stato pubblicato il 30 novembre 2011 ed è il diciassettesimo singolo consecutivo del gruppo ad arrivare alla prima posizione della classifica Oricon dei singoli più venduti in Giappone, vendendo 193 584 copie nella prima settimana nei negozi. Il brano è stato utilizzato come sigla d'apertura del dorama televisivo Yokai Ningen Bem iniziato il 22 ottobre con Kazuya Kamenashi nel ruolo di protagonista.

## Tracce
Regular Edition
1. Birth
2. Star Rider
3. Act On Emotion
4. Baby B Mine

Limited Edition Type A
1. Birth
2. Birth (Video Clip + Making Of)

Limited Edition Type B
1. Birth
2. Star Rider

## Classifiche
| Classifica (2011)                        | Posizione più alta |
| ---------------------------------------- | ------------------ |
| Giappone (Classifica settimanale Oricon) | 1                  |
| Giappone (Billboard Japan Hot 100)       | 1                  |